# Wendy Natis
Wendy Yisbel Natis Bárcenas (Ciudad de Panamá, 19 de agosto de 2002) es una futbolista profesional panameña que juega como defensora en el Club Atlético de San Luis de la Liga MX Femenil de México. Es internacional con la selección de Panamá.

## Trayectoria

### Inicios
Natis nació en la Ciudad de Panamá, Panamá, el 19 de agosto de 2002. Natis creció como una atleta polideportiva, jugando voleibol, baloncesto y lucha libre. Comenzó a jugar al fútbol cuando tenía 16 años, pero sólo dentro de su barrio y no en ninguna academia o club.

### CD Universitario
En el 2018 fue anunciada como nueva jugadora del CD Universitario. Salió campeona de la Liga de Fútbol Femenino 2018, del Torneo Clausura 2019 LFF y del Torneo Apertura 2019 LFF. También disputó el Torneo Edición 2020 LFF llegando hasta semifinales.

### CD Plaza Amador
El 5 de febrero de 2021, fue anunciada como nueva jugadora del CD Plaza Amador. Quedó subcampeona de los Torneo Apertura 2021 LFF y del Torneo Clausura 2021 LFF.

### América de Cali
El 19 de enero de 2022, Natis fichó por el América de Cali de la Liga Colombiana de Fútbol Femenino, convirtiéndola en futbolista profesional. En el partido de vuelta de la semifinal de la liga colombiana de fútbol femenino de 2022, Natis anotó contra el Deportivo Pereira en la victoria por 2-0 para ayudar a enviar a su equipo a la final. Natis obtuvo su primer título con el América de Cali en junio de 2022 luego de disputar los dos partidos de la final de la Liga Colombiana de Fútbol Femenino 2022. En el primer partido, fue titular y jugó los 90 minutos de una derrota por 2-1. En el partido de vuelta en el Estadio Olímpico Pascual Guerrero, remontaron para ganar 3-1 frente a una asistencia récord del fútbol femenino colombiano de 37.100 espectadores. Se convirtió en la primera panameña en ganar la Liga Femenina de Colombia. Poco después renovó su contrato con el América de Cali hasta finales de 2022 para disputar la Copa Libertadores Femenina 2022. América de Cali avanzó a las semifinales del torneo, luego de encajar sólo dos goles en la fase de grupos y los cuartos de final. Se enfrentaron al eventual campeón, el Palmeiras de Brasil, en las semifinales, que terminaron con una derrota por 0-1 para el equipo de Natis. En el partido por el tercer puesto, se enfrentaron a sus rivales nacionales, el Deportivo Cali y ganaron 5-0. El 4 de enero de 2023 renovó con el América de Cali para la temporada 2023. Se despidió del club el 20 de noviembre de 2023.

### EC Bahia
El 18 de enero de 2024, fue anunciada como nueva jugadora del EC Bahia.

## Selección nacional

### Categorías inferiores
En un partido de la selección sub-20, Natis fue titular como defensor por orden de la entrenadora Raiza Gutiérrez. Natis acabó convirtiéndose definitivamente en defensor. Natis fue convocada como defensora en el Campeonato Femenino Sub-20 de CONCACAF 2022, donde Panamá avanzó a cuartos de final ante Canadá. Natis fue titular, pero recibió una tarjeta roja directa en el minuto 45 por detener un gol con la mano en el área rival. Panamá perdió 0-1 y fue eliminada por Canadá.

### Selección absoluta
Natis hizo su debut internacional absoluto el 15 de febrero de 2021,  en la derrota por 1-3 contra Guatemala en un amistoso internacional. Natis representó a Panamá en el Campeonato W de CONCACAF 2022, donde Panamá se ubicó en el Grupo B con Canadá, Costa Rica y Trinidad y Tobago. Jugó el partido completo de la derrota de Panamá por 0-3 contra Costa Rica, y en el siguiente partido de Panamá contra Canadá, fue titular pero fue retirada en el minuto 55 debido a una lesión. Panamá concedió en el minuto 64 y registró una derrota por 0-1. Natis estuvo disponible para el último partido de la fase de grupos de Panamá contra Trinidad y Tobago, que terminó con una victoria por 1-0 y le dio a Panamá 3 puntos y un tercer lugar en la tabla del Grupo B. Logró ser suficiente para enviarlos a los play-offs interconfederaciones, la ronda final de clasificación para la Copa Mundial Femenina de la FIFA 2023. El 19 de febrero de 2023, Natis fue titular y jugó los 90 minutos de la semifinal del Grupo C en el torneo de play-off interconfederaciones contra Papúa Nueva Guinea, que resultó en una portería a cero y una victoria de Panamá por 2-0. El 23 de febrero de 2023, Natis comenzó como lateral izquierdo y jugó los 90 minutos de la final del Grupo C contra Paraguay, que terminó con una victoria de Panamá por 1-0 y los envió a su primera Copa Mundial Femenina de la FIFA. Natis disputó los 3 partidos de la Copa Mundial Femenina de Fútbol de 2023.

## Clubes
| Club                      | País     | Año             |
| ------------------------- | -------- | --------------- |
| CD Universitario          | Panamá   | 2018 - 2020     |
| CD Plaza Amador           | Panamá   | 2021            |
| América de Cali           | Colombia | 2022 - 2023     |
| EC Bahia                  | Brasil   | 2024            |
| Club Atlético de San Luis | México   | 2025 - presente |

## Palmarés

### Títulos nacionales
| Título           | Club             | País     | Año    |
| ---------------- | ---------------- | -------- | ------ |
| Primera División | CD Universitario | Panamá   | 2018   |
| Primera División | CD Universitario | Panamá   | 2019-C |
| Primera División | CD Universitario | Panamá   | 2019-A |
| Liga Femenina    | América de Cali  | Colombia | 2022   |